# Brückerhof (Lohmar)
Brückerhof ist ein aus einem Einzelhof bestehender Wohnplatz, der zur Stadt Lohmar im Rhein-Sieg-Kreis in Nordrhein-Westfalen gehört.

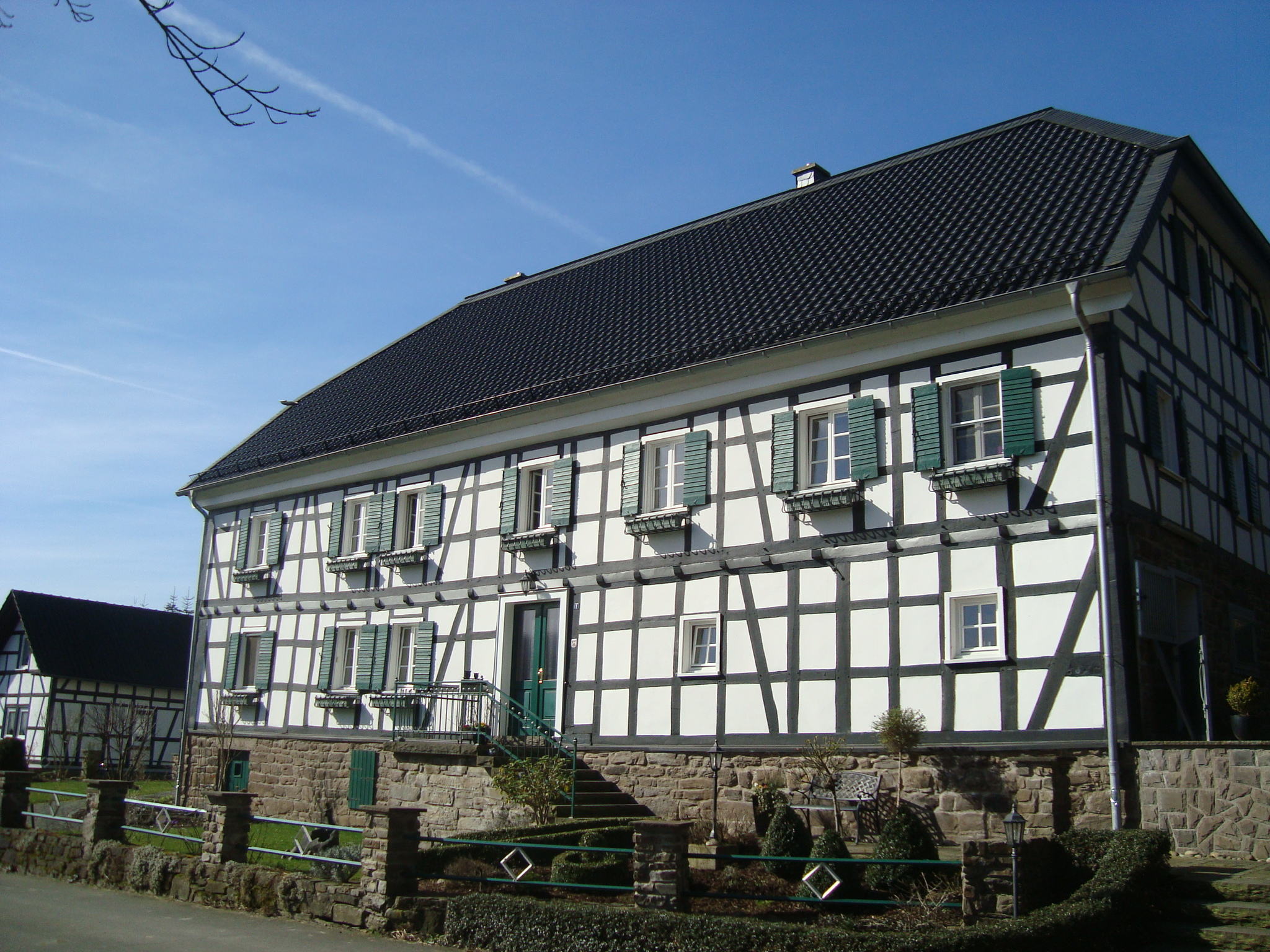
Brückerhof

## Geographie
Brückerhof liegt mittig im nördlichen Stadtgebiet von Lohmar. Umliegende Ortschaften und Weiler sind Schiffarth im Norden, Wahlscheid im Nordosten, Osten und Südosten, Kirchbach, Mackenbach und Stolzenbach im Südosten, Hitzhof im Süden bis Südwesten, Hagerhof im Westen sowie Muchensiefen und Oberscheid im Nordwesten.
Die Agger fließt im Osten an Brückerhof vorbei.

## Geschichte
1885 hatte Brückerhof ein Wohnhaus mit fünf Bewohnern.
Bis 1969 gehörte Brückerhof zu der bis dahin eigenständigen Gemeinde Scheiderhöhe.
Der Brückerhof brannte im April 2007 ab und wurde danach wieder aufgebaut.

## Sehenswürdigkeiten
- Das unter Denkmalschutz stehende Hofgebäude[5]
- Die nördlich von Brückerhof gelegene kleine Holzbrücke über die Agger
- Der nördlich von Brückerhof gelegene Landschaftsgarten Aggerbogen mit der Naturschule Aggerbogen

## Verkehr
Brückerhof liegt westlich von der Bundesstraße 484.
Der Wanderweg „<3“ von Köln-Königsforst nach Bahnhof Overath des Kölner Eifelvereins führt am Brückerhof vorbei.